# Listă de comune din județul Mehedinți
Această listă de comune din județul Mehedinți cuprinde toate cele 61 comune din județul Mehedinți în ordine alfabetică.

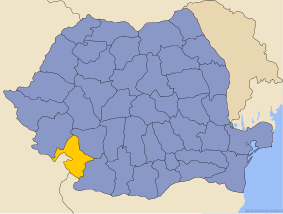
Județul Mehedinți

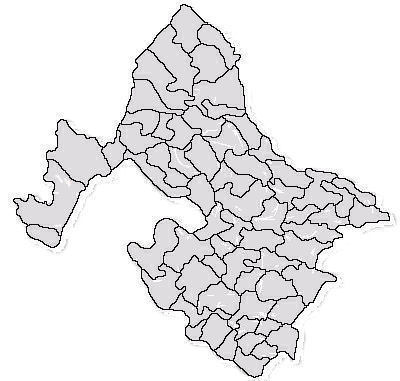
Harta județului cu împărțirea administrativ-teritorială pe comune

1. Bala
2. Balta
3. Bălăcița
4. Bâcleș
5. Bâlvănești
6. Braniștea
7. Breznița-Motru
8. Breznița-Ocol
9. Broșteni
10. Burila Mare
11. Butoiești
12. Căzănești
13. Cireșu
14. Corcova
15. Corlățel
16. Cujmir
17. Dârvari
18. Devesel
19. Dubova
20. Dumbrava
21. Eșelnița
22. Florești
23. Gârla Mare
24. Godeanu
25. Gogoșu
26. Greci
27. Grozești
28. Gruia
29. Hinova
30. Husnicioara
31. Ilovăț
32. Ilovița
33. Isverna
34. Izvoru Bârzii
35. Jiana
36. Livezile
37. Malovăț
38. Obârșia de Câmp
39. Obârșia-Cloșani
40. Oprișor
41. Pădina
42. Pătulele
43. Podeni
44. Ponoarele
45. Poroina Mare
46. Pristol
47. Prunișor
48. Punghina
49. Rogova
50. Salcia
51. Șișești
52. Stângăceaua
53. Svinița
54. Șimian
55. Șovarna
56. Tâmna
57. Vânători
58. Vânjuleț
59. Vlădaia
60. Voloiac
61. Vrata